# 츠키시마 키라리 starring 쿠스미 코하루 (모닝구무스메)
츠키시마 키라리 starring 쿠스미 코하루 (모닝구무스메。)(月島きらり starring 久住小春 (モーニング娘。))는 쿠스미 코하루가 맡은 애니메이션《키라링☆레볼루션》의 주인공 츠키시마 키라리로 활동한 솔로 유닛이다.

## 개요
2006년 4월 7일부터 테레비도쿄 계열로 방송 개시된 애니메이션「키라링☆레볼루션」의 주인공「츠키시마 키라리」역으로서 모닝구무스메。의 쿠스미 코하루로 기용되어 동시에 오프닝과 엔딩용의 곡이 작성되어 쿠스미가 가창 했다. 그 때의 아티스트 명이「츠키시마 키라리 starring 쿠스미 코하루 (모닝구무스메。)」이다.「starring」란「주연」,「주역」이라고 하는 의미이며, 실제는 쿠스미가 솔로로 노래하고 있다.

## 음악

### 싱글
1. 恋☆カナ (2006년 7월 12일, 초회반：EPCE-5413／통상반：EPCE-5414)
  - 커플링：SUGAO-flavor
  - 오리콘 싱글 차트 최고 주간 12위／일간 8위.
  - 발매 초기에는 출하 분량이 적어서 품절이 속출하였기 때문에, 초동 판매에 어느 정도 영향이 있었을 것이다(오하스타 2006년 7월 21일자 방송 참조).
2. バラライカ (2006년 10월 25일, 초회반：EPCE-5427／통상반：EPCE-5428)
  - 커플링：水色メロディ
  - 오리콘 싱글 차트 최고 주간 8위／일간 6위.
  - 일간 차트가 9→8→7→6위로 이례적인 상승을 계속하였다. 그 후 주간 차트 100위 이내에 16주간, 200위 이내에 19주간 랭크인(연말연시 2주 합산 포함)하였다.
3. ハッピー☆彡 (2007년 5월 2일, 초회반：EPCE-5469／통상반：EPCE-5470)
  - 커플링：恋の魔法はハビビのビ!
  - 오리콘 싱글 차트 최고 주간 2위／일간 2위.
  - 발매에 앞서 아트라스가 개발한 트레이딩 카드 게임 방식의 여자아이용 아케이드 게임인「키라링☆레볼루션 해피☆아이돌 라이프」의 제2탄부터 사용할 수 있는 곡으로 배포되었다.
4. チャンス! (2007년 11월 28일, 초회반：EPCE-5510／통상반：EPCE-5511)
  - 커플링：ラムタラ
  - 오리콘 싱글 차트 최고 9위.
5. パパンケーキ (2008년 7월 16일, 초회반：EPCE-5563／통상반：EPCE-5564)
  - 커플링：Oh！トモダチ
  - 오리콘 싱글 차트 최고 11위.
6. はぴ☆はぴ サンデー！ (2009년 2월 4일, 초회반 : EPCE-5615／통상반 : EPCE-5616)
  - 커플링：ハッテン×JOY
  - 오리콘 싱글 차트 최고 9위.

### 싱글V
1. 恋☆カナ (2006년 7월 26일：EPBE-5201)
2. バラライカ (2006년 11월 8일：EPBE-5210)
3. ハッピー☆彡 (2007년 5월 9일：EPBE-5245)
4. チャンス! (2007년 11월 28일：EPBE-5269)
5. パパンケーキ (2008년 7월 30일：EPBE-5299)
6. はぴ☆はぴ サンデー！ (2009년 2월 11일 : EPBE-5319)

### 앨범
오리지널 앨범
1. ☆☆☆ (みつぼし) (2007년 2월 28일, 초회반：EPCE-5456／통상반：EPCE-5457)
2. きらりん☆ランド (2007년 12월 19일, 초회반：EPCE-5528~9／통상반：EPCE-5530)
3. きらりと冬 (2008년 12월 17일, 초회반：EPCE-5606~7／통상반：EPCE-5608)

베스트 앨범
1. ベスト☆きらり (2009년 3월 11일, 초회생산한정반 : EPCE-5623~4／통상반 : EPCE-5625)

옴니버스 앨범
1. きらりん☆レボリューション・ソング・セレクション (2006년 10월 18일, DVD 첨부 초회반：EPCE-5424~25／통상반：EPCE-5426)
2. きらりん☆レボリューション オリジナル・サウンドトラック Vol.1 (2006년 11월 22일, EPCE-5437)
3. きらりん☆レボリューション・ソング・セレクション2 (2007년 9월 12일, 초회생산한정반：EPCE-5497~8／통상반：EPCE-5499)
4. きらりん☆レボリューション・ソング・セレクション3 (2008년 7월 23일, 초회생산한정반 : EPCE-5569~70／통상반 : EPCE-5571)
5. きらりん☆レボリューション・ソング・セレクション4 (2008년 8월 27일, 초회생산한정반 : EPCE-5572~3／통상반 : EPCE-5574)
6. きらりん☆レボリューション・ソング・セレクション5 (2009년 3월 18일, 초회생산한정반 : EPCE-5626~7／통상반 : EPCE-5628)

## 텔레비전
- 키라링☆레볼루션 (테레비도쿄계열)
- 오하스타 (테레비도쿄계열)